# Llac Ruhondo
El llac Ruhondo és un llac del nord-oest de Ruanda. Es troba al costat del llac Ruhondo al districte de Musanze.